# Mihai Neicuțescu
Mihai Neicuțescu (Bucarest, 29 settembre 1998) è un calciatore rumeno, attaccante del Concordia Chiajna.

## Caratteristiche tecniche
È un centravanti.

## Carriera
Cresciuto nelle giovanili della Dinamo Bucarest, nel 2017 viene ceduto in prestito al Chindia Târgoviște in Liga II dove debutta fra i professionisti il 5 agosto giocando l'incontro perso 1-0 contro l'UTA Arad. Tre giornate più tardi trova la sua prima rete siglando il gol del definitivo 9-0 al 91' contro lo Știința Miroslava.

## Statistiche
Statistiche aggiornate al 4 dicembre 2020.

### Presenze e reti nei club
| Stagione        | Squadra            | Campionato      | Campionato | Campionato | Coppe nazionali | Coppe nazionali | Coppe nazionali | Coppe continentali | Coppe continentali | Coppe continentali | Altre coppe | Altre coppe | Altre coppe | Totale | Totale | Totale |
| Stagione        | Squadra            | Comp            | Pres       | Reti       | Comp            | Pres            | Reti            | Comp               | Pres               | Reti               | Comp        | Pres        | Reti        | Pres   | Reti   |        |
| --------------- | ------------------ | --------------- | ---------- | ---------- | --------------- | --------------- | --------------- | ------------------ | ------------------ | ------------------ | ----------- | ----------- | ----------- | ------ | ------ | ------ |
| 2017-2018       | Chindia Târgoviște | L2              | 20+1       | 4          | CR              | 2               | 0               |                    | -                  | -                  |             | -           | -           | 23     | 4      |        |
| 2018-gen. 2019  | Dinamo Bucarest    | L1              | 7          | 0          | CR              | 1               | 1               |                    | -                  | -                  |             | -           | -           | 8      | 1      |        |
| gen.-giu. 2019  | Chindia Târgoviște | L2              | 12         | 3          | CR              | 0               | 0               |                    | -                  | -                  |             | -           | -           | 12     | 3      |        |
| 2019-gen. 2020  | Chindia Târgoviște | L1              | 4          | 2          | CR              | 0               | 0               |                    | -                  | -                  |             | -           | -           | 4      | 2      |        |
| gen.-ago. 2020  | Dinamo Bucarest    | L1              | 9          | 0          | CR              | 2               | 1               |                    | -                  | -                  |             | -           | -           | 11     | 1      |        |
| ago. 2020       | Dinamo Bucarest    | L1              | 2          | 0          | CR              | 0               | 0               |                    | -                  | -                  |             | -           | -           | 2      | 0      |        |
| 2020-2021       | Chindia Târgoviște | L1              | 4          | 0          | CR              | 1               | 0               |                    | -                  | -                  |             | -           | -           | 5      | 0      |        |
| Totale carriera | Totale carriera    | Totale carriera | 59         | 9          |                 | 6               | 2               |                    | -                  | -                  |             | -           | -           | 65     | 11     |        |

## Palmarès
- Campionato rumeno di seconda divisione: 1

Chindia Târgoviște: 2018-2019